# Ephestia parasitella
Ephestia parasitella is een vlinder uit de familie snuitmotten (Pyralidae). De wetenschappelijke naam is voor het eerst geldig gepubliceerd in 1859 door Staudinger.
De soort komt voor in Europa.